# Tropimeris indicus
Tropimeris indicus är en stekelart som beskrevs av Husain och Agarwal 1981. Tropimeris indicus ingår i släktet Tropimeris och familjen bredlårsteklar. Inga underarter finns listade i Catalogue of Life.